# Dietrich Hollinderbäumer
Dietrich Hollinderbäumer, né le 16 août 1942 à Essen, en Allemagne, est un acteur germano-suédois. Il est principalement connu pour avoir joué Robert von Greim dans le film La Chute et Adam dans la série Dark sur Netflix.

## Biographie

### Carrière
Entre 1968 et 1988, il travaille au théâtre d'État de Westphalie, au théâtre Orchestre Heidelberg et au Burgtheater de Vienne. C'est à partir de cette date qu'il commence réellement sa carrière en tant qu'acteur dans des films et des programmes télévisés allemands,.

### Vie privée
Dietrich Hollinderbäumer a deux enfants qui sont également acteurs.

### Filmographie
- 2004 : La Chute
- 2011 : Gone de Mattias Olsson : Peter
- 2011 : Bron/Broen (The Bridge) (série télévisée) : Göran Söringer (Saison 1)
- 2017 - 2020 : Dark : Adam